# Département de la Haute-Sanaga
Département de la Haute-Sanaga är ett departement i Kamerun.   Det ligger i regionen Centrumregionen, i den centrala delen av landet, 130 km nordost om huvudstaden Yaoundé.